# Lilydale (Tasmanien)

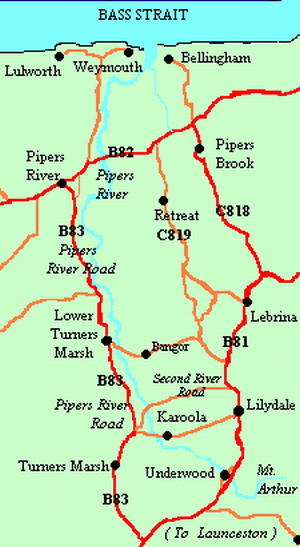
Umgebung von Lilydale

Lilydale, ursprünglich Germantown genannt, ist eine Kleinstadt im Nordosten des australischen Bundesstaates Tasmanien. Sie liegt 28 Kilometer nordöstlich von Launceston, 10 Kilometer nordwestlich des Mount Arthur und gehört zur Local Government Area Launceston City. Bei der Volkszählung 2016 wurden 277 Einwohner gezählt.

## Namensursprung
Die Stadt Germantown (oder Upper Piper) wurde 1887 auf Vorschlag von E. Kowarzic, dem Chef des Tankerville Road Trust, in Lilydale umbenannt, weil diesem auffiel, dass die Kirchen dort bei Festen stets mit Christlilien geschmückt waren, für die die Region heute noch bekannt ist.

## Sehenswürdigkeiten
Die bekanntesten Sehenswürdigkeiten sind die Lilydale Falls, zwei kleine Wasserfälle, der Mount Arthur und eine Reihe von bemalten Telegrafenstangen entlang der Hauptstraße.

## Sport
Seit 2011 hat Lilydale ein eigenes Australian-Football-Teram, ein Bowlsteam und einen kleinen Boxclub. Auch gibt es ein Freibad.

## North-Eastern Railway
Lilydale und die Nachbargemeinden Karoola und Turners Marsh liegen an der Bahnstrecke von Launceston nach Scottsdale, die am 9. September 1889 eröffnet wurde.